# (1550) Tito
(1550) Tito ist ein Asteroid im Hauptgürtel zwischen Mars und Jupiter. Er wurde am 15. Oktober 1936 von dem serbischen Astronomen Milorad B. Protić entdeckt. Der Asteroid wurde nach dem Zweiten Weltkrieg nach Josip Broz Tito benannt.

## Merkmale
Seine genaue Zusammensetzung wurde im Jahr 1995 und 2002 durch hochauflösende Spektralanalysen festgestellt, womit Tito als S-Typ klassifiziert werden konnte. Dementsprechend besteht der wesentliche Anteil seiner Zusammensetzung aus Silikaten. Seine Albedo liegt bei 0,26. Tito hat einen Exzentrizitätswert von 0,312. Die Neigung seiner Bahnebene zur Referenzebene beträgt etwa 8,86°.